# Corbul (film din 1963)
Corbul (în engleză The Raven) este un film horror din 1963 produs și regizat de Roger Corman . Din distribuție fac parte Vincent Price, Peter Lorre și Boris Karloff. Făcând parte dintr-o serie de ecranizări după Edgar Allan Poe produse de Corman prin American International Pictures , filmul a fost scris de Richard Matheson, fiind bazat pe poemul lui Poe Corbul. Filmul este considerat, mai degrabă, o comedie horror.
Cu trei decenii în urmă, Karloff apăruse într-un alt film cu același nume, The Raven din 1935, regizat de Lew Landers și cu Bela Lugosi într-unul dintre roluri. 

## Prezentare
Vrăjitorul Craven află de la amicul său magician, Doctorul Bedlo, că soția sa crezută moartă este în viață și locuiește la castelul maestrului vrăjitor, Doctor Scarabus.

## Distribuție
- Vincent Price . . . . . Dr. Erasmus Craven
- Peter Lorre . . . . . Dr. Adolphus Bedlo
- Boris Karloff . . . . . Dr. Scarabus
- Jack Nicholson . . . . . Rexford Bedlo
- Hazel Court . . . . . Lenore Craven
- Olive Sturgess . . . . . Estelle Craven